# غريسيل
بلدية غريسيل (بالإسبانية: Grisel) هي بلدية تقع في مقاطعة سرقسطة التابعة لمنطقة أراغون شمال شرق إسبانيا.

## الديموغرافيا
بلغ عدد سكان بلدية غريسيل 71 نسمة عام 2011 (وفقاً للمعهد الوطني الإسباني للإحصاء).
| 65 | 67 | 64 | 70 | 98 | 84 | 71 |